# Große Neeberger Figur

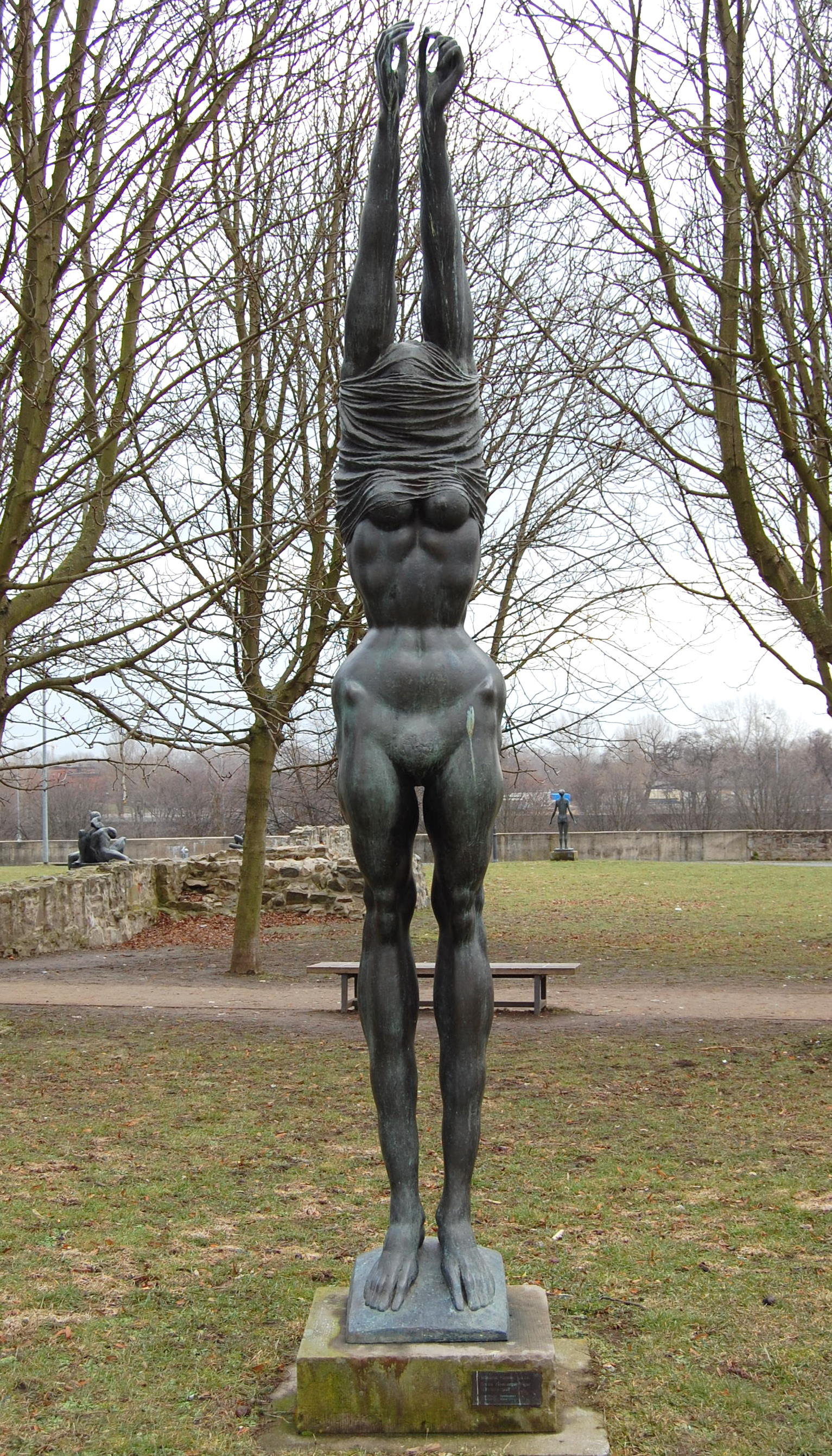
Große Neeberger Figur

Die Große Neeberger Figur ist eine Plastik im Skulpturenpark Magdeburg in der Magdeburger Altstadt und im Altenburger Schlosspark neben dem Lindenau-Museum.

## Plastik
Die Plastik wurde vom Bildhauer Wieland Förster geschaffen und entstand mit mehreren Überarbeitungen in den Jahren 1971 bis 1974 und 1997. Sie gilt als eines der wichtigsten Werke der Bildhauerei in der DDR. Das Werk besteht aus Bronze und hat eine Höhe von 3,18 Meter. Es stellt eine Frau mit empor gestreckten Armen dar, wobei die Proportionen deutlich überstreckt sind. Die Figur ist nur mit einem Stück Stoff bekleidet, das Gesicht und Schultern bedeckt und gerafft auf den Brüsten aufliegt. Die „Körperlandschaft“ des Akts ist so in besonderer Weise betont. Die Frau wirkt wie im Ausziehen erstarrt.
Die Plastik stellt Erotik und Erstarrung dar und ist somit Ausdruck sowohl für Liebe als auch für Tod.